# داء القمقاميات
داء القمقاميات (بالإنجليزية: Gamasoidosis)‏ هيَ حالة جِلدية تَحدث بعد الاتصال مَع النغر أو الحماميات أو الدواجن، وذلك بسبب جنسين مِن السوس؛ واخز الطير وواخز الجلد.:454